# Poul Schlüter

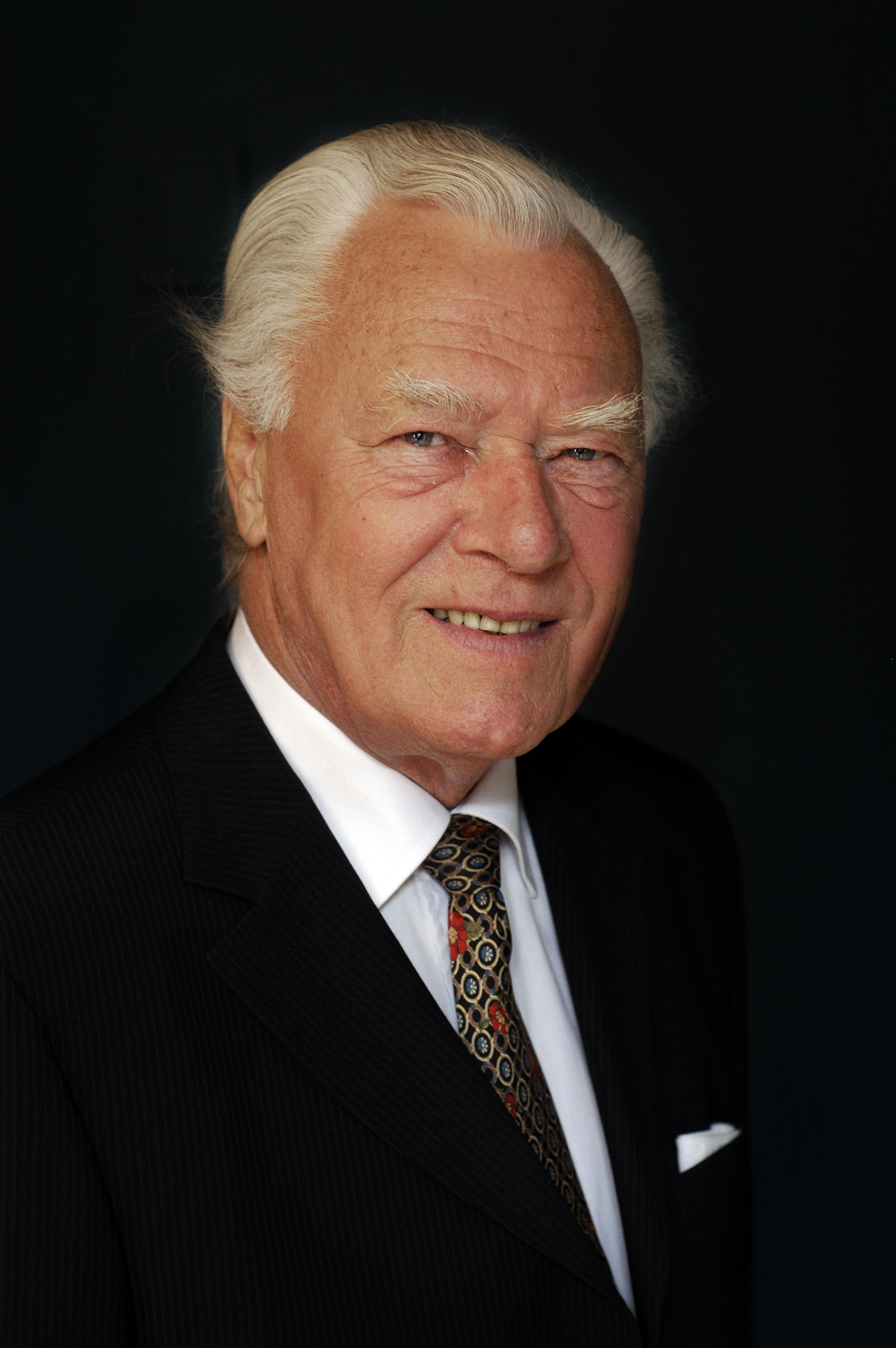
Poul Schlüter, 2005

Poul Holmskov Schlüter (* 3. April 1929 in Tondern; † 27. Mai 2021) war ein dänischer Politiker der Konservativen Volkspartei. Von 1982 bis 1993 war er Ministerpräsident seines Landes.

## Leben
Schlüters Großvater wanderte als Deutscher aus Holstein in das damals dänische Nordschleswig ein und heiratete eine Dänin.
Im Jahr 1948 machte der aus Nordschleswig stammende Schlüter seinen Schulabschluss an der Haderslev Katedralskole; zu seiner Gymnasialzeit war er Vorsitzender der Konservativen Jugend in Haderslev. Danach studierte er Jura an den Universitäten in Kopenhagen und Århus und war von 1952 bis 1955 der Vorsitzende der Landesorganisation der Konservativen Volkspartei, 1951 und 1954 nahm er an den Weltkongressen der World Association of Youth teil. 1958 wurde Schlüter in Kolding zum Landesvorsitzenden des Jugendverbandes der Konservativen Volkspartei gewählt. 1960 eröffnete er seine eigene Anwaltskanzlei. 1961 wurde er Vorsitzender der Junior Chamber Denmark und 1962 Vizevorsitzender der Junior Chamber International.
Von 1964 bis 1994 war er Mitglied des Folketings. 1971–74 wurde er in den Europarat entsandt. 1974 bis 1977 führte er erstmals den Vorsitz der damals oppositionellen Konservativen Volkspartei, der, „wie gehöhnt wurde, ‚eine Telephonzelle als Fraktionsraum‘ im Folketing genügt hätte“. 1978 wurde er Chef der dänischen Delegation im Nordischen Rat und 1979 dortiges Präsidiumsmitglied. 1981 übernahm er den Vorsitz seiner Partei erneut.
„Ein von Koalitionsquerelen zermürbter Anker Jørgensen überließ […] [am 10. September] 1982 […] Schlüter ohne Parlamentswahlen das Amt des Staatsministers.“ Das hatte er bis zum 10. September 1987 als Chef der Regierung Schlüter I inne. Die das Kabinett stellende Koalition, bestehend aus der Venstre, der Konservativen Volkspartei, der Christlichen Volkspartei und den Zentrumsdemokraten sowie der Fortschrittspartei, wurde „Fünferkleeblatt-Koalition“ genannt. Danach bildete Schlüter bis zum 3. Juni 1988 eine zweite Fünferkleeblatt-Koalition. Das sich daran anschließende Kabinett Schlüter III wurde ohne die Christliche Volkspartei und die Zentrumsdemokraten, stattdessen mit Det Radikale Venstre gebildet. In einer spontanen Aussage im Fernsehen sagte Schlüter Ende 1989, dass eine Fusion der Bundesrepublik Deutschland und der Deutschen Demokratischen Republik nicht im Interesse Dänemarks sei. Bei einer späteren Gelegenheit sagte er: „We also owe the anxious feelings respect.“ Am 2. Oktober 1990 begrüßte er die deutsche Einheit in einer Rede im Folketing jedoch.
Das Kabinett Schlüter IV bestand nur aus der Konservativen Volkspartei und der Venstre und bestand bis zu Schlüters Rücktritt vom Parteivorsitz und dem Ministerpräsidentenposten am 25. Januar 1993. Der Grund für Schlüters Rücktritt nach einer „überraschend lange[n] Amtszeit“ war die Tamilen-Affäre: Schlüters Justizminister aus seinem zweiten Kabinett, Erik Ninn-Hansen, hatte sich im Falle der Familienzusammenführung tamilischer Flüchtlinge der Rechtsbeugung schuldig gemacht.
1994 bis 1999 war Schlüter Abgeordneter des Europäischen Parlaments, dabei von 1994 bis 1997 dessen Vizepräsident.

### Privates
Am 16. März 1963 heiratete Schlüter Majken Steen-Andersen. Seine zweite Ehefrau war die Juristin Lisbeth Povelsen, die 1988 mit nur 44 Jahren an einem Krebsleiden starb. Am 21. Juli 1989 ehelichte er die Ballettlehrerin Anne Marie Vessel.
Poul Schlüters Sohn Peter ist ebenfalls Mitglied der Konservativen Volkspartei und vertrat diese 2006 bis 2009 in der Kopenhagener Bürgerschaft.
1999 erschienen Schlüters Memoiren Sikken et liv! („Was für ein Leben!“) im Aschehoug Dansk Forlag.

## Politischer Stil
Schlüter folgte zwei Leitmotiven: „Ideologie ist Blödsinn“, angelehnt an Henry Ford, und „Ich bin ein Konservativer – aber nicht so sehr, daß es stört.“

## Auszeichnungen (Auswahl)
- Ritter des Dannebrogordens 1975; Großkreuzträger 2000
- Den Berlingske Fonds Hæderspris 1989
- Robert-Schuman-Medaille 1999